# كنزة مرسلي
كنزة مرسلي مغنية جزائرية 

## النشأة
ولدت كنزة يوم الجمعة 27 جويلية بموهبة كبيرة شجعتها عائلتها على ابرازها خاصة والدتها التي كانت أهم عامل مساعد لها في تحسين قدراتها وتنمية موهبتها منذ الصغر ولكن شغفها بالفن لم يمنعها من متابعة دراستها والتحصل على شهادة ليسانس في علوم الاعلام والاتصال تخصص سمعي بصري من جامعة الجزائر ولازالت مستمرة في اكمال الدراسات العليا.

## البداية الفنية
ظهرت كنزة لأول مرة في برنامج المواهب الجزائري «الحان وشباب»  ثم شاركت في المسلسل الجزائري «عشنا وشفنا» وبهدف اظهار موهبتها امام الوطن العربي قامت بالمشاركة في برنامج ستار أكاديمي في نسخته العاشرة وتعتبر هذه التجربة الأكثر قيمة ولاقت نجاحا كبيرا كما كسبت قلوب الجماهير من جميع أنحاء العالم حيث كانت أول طالبة يدخل اسمها الترند العالمي في موقع تويتربالإضافة إلى تحصلها على التشجيع من أهم الفنانين العرب الذين شاركتهم الغناء على المسرح مثل شيرين عبد الوهاب  وكارول سماحة  وهيفاء وهبي  ورويدة عطية  ونوال الزغبي  وقدمت أجمل اللوحات الاستعراضية على المسرح. تميزت كنزة بتالقها في تقديم اغاني ايقونة الفن الراحلة وردة الجزائرية  وبحرصها على التعريف بالفن والتراث الجزائري من خلال تقديم العديد من الاغاني سواءا في حصص السوشل ميديا أو في الايفال مثل تقديمها لاغنية اسندو للراحل ايدير أو حتى على المسرح من خلال مشاركتها في تقديم أغنية وهران للراحل احمد وهبي مع أمل بوشوشة  وبمناسبة الذكرى الستين لاندلاع الثورة التحريرية المجيدة قدمت على المسرح أغنية يحياو اولاد بلادي  للفنان القدير رابح درياسة، وبخروجها من المنافسة في البرايم 13 خطت كنزة اولى خطواتها في الوصول إلى النجومية.

## الأغاني
• 15 مايو 2015 : ديو «قصة حب» مع سامو زين
• 31 ديسمبر 2015 : أغنية "شبه الحنين"
• 12 يناير 2018 فيديو كليب "ملكة سبأ"
• 07 فبراير 2019 : فيديو كليب "قتال "
• 27 سبتمبر 2019 : فيديو كليب " La Casa Del Amor" مع Dj Adel
• 23 يناير 2020 : فيديو كليب "كانت باينة"
• 23 يوليو 2020 : أغنية "غلطة زمان"
• 14اكتوبر 2021 : فيديو كليب " مستحيل " مع Dj Adel
• 12 ديسمبر 2022 : فيديو كليب " قافلة موبايلي "
• 12 يناير 2024: فيديو كليب "دو ري مي "

## ابتهال ديني
9 جوان 2016 : "علاقتي بربنا"

## تتر مسلسل
• 2 سبتمبر 2016 : "اصبر يا قلبي" تتر المسلسل التركي المدبلج للهجة الجزائرية «ايليف»
• 6 أفريل 2021 : " مكاتيب " تتر مسلسل احوال الناس الجزء الثاني
16 مارس 2023 : " اه يا دنيا " تتر مسلسل الاختيار الاول

## تمثيل
| اسم المسلسل        | عدد الحلقات                      | وقت العرض             | قناة العرض          | طبيعة الدور                                 |
| ------------------ | -------------------------------- | --------------------- | ------------------- | ------------------------------------------- |
| تلك الايام         | غير معروف                        | 2018 (توقف قبل العرض) | الشروق              | بطولة                                       |
| ليام               | 29 حلقة                          | رمضان 2021            | التلفزيون الجزائري  | بطولة                                       |
| احوال الناس        | القصة الثانية "مكاتيب ": 8 حلقات | رمضان 2021            | الجزائرية وان       | بطولة                                       |
| الاختيار الأول     | 23 حلقة                          | رمضان 2023            | الشروق              | بطولة                                       |
| إنتقام الزمن       | 25 حلقة                          | رمضان 2024            | التليفزيون الجزائرى | بطولة                                       |
| فوازير كنوز العالم | 22 حلقة                          | رمضان 2024            | سميرة TV            | غناء - تمثيل - تقديم الحلقات المباشرة يوميا |

## الجوائز والتكريمات
- جائزة أفضل صوت عربي لعام 2015 في مسابقة Buzz Land في فرنسا [30]
- المرتبة الثانية في مسابقة Shorty Awards في امريكا [31]
- جائزة أفضل فنانة شابة في مسابقة مجلة اسرار لعامين متتاليين 2014 [32] و 2015 [33] في الاردن
- أفضل فنانة صاعدة في مسابقة مجلة روج في السعودية [34]
- أفضل شخصية فنية في استفتاء برنامج المتهم على قناة LBC في لبنان
- المرتبة الأولى في قائمة أكثر الفنانين العرب تداولا على موقع تويتر حسب موقع Arab Nights في لبنان
- تكريم في مهرجان السياحة العربي في مصر [35]
- درع التميز في مهرجان الفيلم المتوّج في تظاهرة قسنطينة عاصمة الثقافة العربية لعام 2015 في الجزائر [36]
- أفضل فنانة صاعدة في مسابقة Lebanon Awards في لبنان
- أفضل مطربة صاعدة في مسابقة Middle East Music Awards " MEMA " في مصر [37]
- جائزة Biggest Fan Awards في مسابقة Big Apple Music Awards نسخة محفوظة 23 أبريل 2019 على موقع واي باك مشين. وتعتبر كنزة أول فنانة جزائرية تكرم في الولايات المتحدة الأمريكية [38][39][40]
- تكريم من طرف مجلس الشباب المصري في مصر [41]
- تكريم من طرف موقع صدى البلد في مصر [42]
- أفضل فنانة في شرق / جنوب / شمال افريقيا في مسابقة African Entertainment Awards" AEAUSA " في الولايات المتحدة الأمريكية [43]
- أفضل مطربة صاعدة في مسابقة Dear Guest في مصر [44][45][46][47][48][49][50]

- أفضل فنانة شابة في مسابقة Africana Awards [51]
- أفضل مطربة شابة في مسابقة موقع فيتو في مصر [52]
- جائزة أفضل فنانة شابة في مسابقة موقع شارع الفن في لبنان [53]
- أفضل فنانة شابة في الشرق الأوسط في مسابقة Golden Panther Music Awards في الولايات المتحدة الأمريكية [54][55][56][57][58][59][60][61][62][63]
- أفضل مطربة عربية شابة في مهرجان الفضائيات العربية في مصر [64][65]
- تكريم من طرف وزيرة الثقافة و الفنون في حفل ختام الطبعة الأولى من فعاليات شهر التراث الجزائري ( الجزائر)[66][67][68][69][70]
- حصد مسلسل " ليام " على اعلى تصويت في فئة المسلسلات غير المصرية على موقع جوائز النقاد للدراما العربية (مصر) [71][72][73]